# 김철기 (축구 선수)
김철기(한국 한자: 金哲起, 1977년 12월 27일 ~ )는 대한민국의 전 축구 선수이며, 포지션은 수비수였다.

## 클럽 경력
1996년 안양LG치타스 축구단